# Феррари, Альбертина
Альбертина Феррари (итал. Albertina Ferrari, настоящее имя Альберта Ловрич, итал. Alberta Eugenia Paola Lovrich, хорв. Lovrič; 3 мая 1900, Задар — 18 января 1986, Милан) — итальянская скрипачка. Мать Джорджо Стрелера.

## Биография
Родилась в семье Олимпио Ловрича, валторниста, затем импресарио Триестской оперы, и его жены, француженки Мари Фирми. Окончила в Триесте школу игры на скрипке Артуро Врама, где училась также у ассистентов Врама Умберто Хойбергера и Чезаре Баризона. Занималась также у Аугусто Янковича. Выступила с первым концертом в пятнадцатилетнем возрасте (с пианистом Эузебио Курелли). 
В 1919 году окончила Миланскую консерваторию, после чего отправилась совершенствовать своё мастерство в Прагу к Отакару Шевчику, однако по дороге, в Вене, передумала и поехала в Будапешт, где в течение трёх лет училась в Академии имени Листа у Енё Хубаи. На выпускном экзамене успешно исполнила концерты Джанбаттисты Виотти, Феликса Мендельсона и Анри Вьётана. 
В 1920 году вышла замуж за австрийского предпринимателя Бруно Стрелера и жила с ним в Триесте. Здесь состоялся её совместный концерт с её учителем Хубаи. В 1924 году овдовела и вынуждена была перебраться с трёхлетним сыном к матери в Милан.
На протяжении 1920-х годов концертировала как солистка в Италии, Венгрии (1926, в составе фортепианного трио с Дьёрдем Кошей и Енё Керпеем), Югославии, Румынии (1929, с дирижёром Джордже Джорджеску). С конца 1920-х годов в большей степени выступала как ансамблистка в составе Миланского трио (с пианисткой Марией Коломбо и виолончелистом Роберто Каруаной. Последнего иногда заменял Ласло Спеццаферри). Гастролировала во Франции, Швейцарии, Нидерландах. 
Начиная с 1940-х годов в большей степени играла в оркестрах, преподавала частным образом.